# نووایلینکا
نووایلینکا (به لاتین: Novoilyinka) یک منطقهٔ مسکونی در روسیه است که در سرزمین آلتای واقع شده‌است.